# Прибытие (фильм, 1996)
«Прибытие» — художественный фильм режиссёра Дэвида Туи. Фильм имеет продолжение под названием «Второе прибытие» или «Прибытие: новая угроза» (The Second Arrival).

## Сюжет
Климатолог Илана Грин (Линдсей Краус) в 90 милях от Северного полюса обнаруживает растения и цветы, несмотря на то, что в 90 милях ни от географического, ни от магнитного северных полюсов планеты нет суши над уровнем моря. Также она фиксирует повышение уровня углекислого газа на 1% в каждом из 12 зарегистрированных мест по всей Земле и, используя эти данные, приходит к заключению, что глобальный уровень углекислого газа повысился на 12 %.
Радиоастроном Зейн Замински (Чарли Шин), работающий в проекте по поиску внеземных цивилизаций (см. SETI), совместно с напарником Кельвином (Ричард Шифф) обнаруживает радиосигнал, который имеет признаки внеземного происхождения. Зейн и Кельвин подтверждают, что сигнал исходит не от искусственного спутника и не с Земли, а от вымышленной звезды «Вольф 336» на расстоянии 14 световых лет.
Зейн приносит плёнку с записью сигнала своему начальнику в ЛРД Филу Гордиану (Рон Сильвер), но тот отклоняет принесённый материал. Фил увольняет Зейна под предлогом сокращения бюджета и обещает Зейну, что отдаст плёнку на проверку. Вместо этого он её уничтожает. Из-за Фила Зейн не может найти себе работу, но в итоге устраивается установщиком спутниковых телевизионных тарелок и вскоре решает использовать часть из них для создания своего собственного радиотелескопа, чтобы снова поймать сигнал. Деятельностью Зейна заинтересовался соседский мальчик Кики, Зейн берёт его к себе в помощники. Он понимает, что ответный сигнал транслируется с Земли в космос, и едет к Кельвину, чтобы сообщить ему о своих результатах. Однако выясняется, что Кельвин погиб при странных обстоятельствах, сразу же после того как информация об их совместном открытии была передана предполагаемым правительственным агентам. Зейн не понимает, что происходит. Он отслеживает источник исходящего сигнала и обнаруживает его в Мексике, где сигнал смешивался и выдавался в эфир на мексиканской радиостанции.
Зейн едет в Мексику. Там он видит, что на радиостанции только что произошёл пожар. Во время поиска новой информации выясняется, что рядом расположена электростанция совершенно нового типа. Зейн видит женщину, у которой охранники электростанции конфискуют оборудование. Это Илана, она изучает необычную активность парникового газа в этом регионе. Зейн пытается остановить охранников и помочь Илане, но их обоих задерживают и отвозят на электростанцию для допроса. Во время пребывания на предприятии Зейн видит охранника, который выглядит точно так же, как и Фил Гордиан. После освобождения у Зейна и Иланы завязывается разговор о своих открытиях, в итоге они останавливаются в одном отеле. Позвонив домой, Зейн узнает от своей девушки Чар (Тери Поло), что компания, которая построила электростанцию, возводит такие же в странах третьего мира. Тем временем старик, который следил за Зейном в Мексике, убивает Илану, выпустив в её комнате скорпионов в ночь после её встречи с Зейном.
Не зная о смерти Иланы, Зейн посреди ночи отправляется на исследование электростанции. Ему удаётся пробраться на предприятие незамеченным. Там он узнаёт, что все работники электростанции на самом деле пришельцы (их колени сгибаются назад). Они способны временно изменять направление сгиба коленного сустава, а также при помощи формируемой на теле оболочки имитировать внешность человека. Глубоко под землёй они вырабатывают парниковые газы, являющиеся причинами всех процессов, которые описывала Илана. Выработка газа имеет под собой цель, во-первых, уничтожить человечество, а во-вторых, произвести ксеноформирование Земли для создания подходящих условий окружающей среды для обитания на планете. Пришельцы замечают Зейна и начинают погоню. Ему удаётся уйти после того, как он сбивает на своей машине одного из преследователей. Однако его останавливает полиция за превышение скорости и езду по встречной полосе и отправляет в местный полицейский участок. Зейн рассказывает допрашивающему его детективу об инциденте на электростанции, но для того это звучит неубедительно. Зейна обвиняют в убийстве человека вследствие наезда автомобилем, тогда тот требует увидеть тело жертвы, поскольку он уверен, что это был пришелец. Но, когда тело привозят, Зейн видит, что оно было подменено телом Иланы. Чувствуя заговор, астроном сбегает из участка. Ему удается нелегально пересечь границу и вернуться домой, влившись в мексиканскую родео-труппу.
Прибыв в Штаты, Зейн устраивает встречу с Филом Гордианом. Когда оба они оказываются одни на улице, Зейн, угрожая Филу, узнает от того, что пришельцы планируют уничтожить человеческую расу за 10 лет с помощью ускоренного глобального потепления. «Без внешнего вмешательства, с обычным уровнем потепления, уничтожение себя заняло бы у людей гораздо больше времени» — заявил Гордиан. Этот разговор был записан на видеокамеру, которую Зейн спрятал в кустах неподалёку.
Возвратившись домой, Зейн видит, что всё его оборудование исчезло из дома. Пока Замински отсутствовал, двое инопланетян, замаскировавшись под садовников, по поручению Гордиана очистили помещение при помощи переданного им же засасывающего устройства в виде шара, генерирующего мини-червоточину.
Зейн вместе с Чар и Кики едет на радиообсерваторию, чтобы передать по спутниковому телевещанию добытую информацию, подключившись к спутнику связи. Но Чар думает, что Зейн сошёл с ума, и звонит в полицию. Вместо полиции в обсерваторию приезжают инопланетяне во главе с Филом, чтобы помешать Зейну распространить информацию. Зейн узнает, что Кики тоже пришелец, когда подросток вместо того, чтобы помочь астроному, отдает Филу плёнку. Зейн выясняет, что пришельцы не переносят холода — он замораживает их с помощью жидкого азота и пытается извлечь плёнку из замёрзшего кармана Фила. Но Фил не погиб от замораживания: он хватает руку Зейна, чтобы остановить его. Зейн отсекает замёрзшую руку топором. Тем временем из рук другого из инопланетян вываливается шарообразное устройство, такое  же,как применённое для уничтожения оборудования Зейна, и, упав на пол, активизируется, — когда вышли все три выступа, устройство раскрутилось и начало всасывать в созданную червоточину всё, находящееся вокруг него, включая и само здание. Находясь под притяжением устройства, Зейн и Чар с трудом спасаются, взобравшись на огромную тарелку антенны на крыше здания, — здание только «сложилось», а вот чтобы «съесть» здание целиком, мощности устройства не хватило. Оттуда они видят Кики, стоящего внизу. Зейн, держа в руке заветную кассету с плёнкой, говорит Кики отправиться к своим и сообщить им, что их замысел потерпел неудачу, что он расскажет всем о происходящем. Кики убегает.
…По телевизору передают прогноз погоды, комментатор рассказывает о температуре свыше +38 °C, которая продолжает держаться осенью. Передача прерывается пиратским вещанием записи Зейна. Множество телевизоров (вероятно, на станции слежения за спутниковым вещанием) постепенно начинают показывать эту самую запись, раскрывая телезрителям откровения Фила.

## В ролях
- Чарли Шин — Зейн Замински
- Линдсей Краус — Илана Грин
- Тери Поло — Чар, инвестиционный банкир и девушка Зейна
- Ричард Шифф — Кельвин
- Леон Риппи —  агент Министерства обороны #1
- Тони Т. Джонсон — Кики, сосед Зейна
- Рон Сильвер — Фил Гордиан / мексиканец-охранник
- Шейн — охранник ЛРД #1
- Филлис Эпплгейт — мистер Рузвельт
- Алан Коатес — терраформер
- Бадди Джо Хукер — агент Министерства обороны #2

## Съёмочная группа
- Сценарист: Дэвид Туи
- Композитор: Артур Кемпел
- Продюсеры: Томас Дж. Смит, Джим Стил
- Оператор: Хиро Нарита
- Режиссёр: Дэвид Туи
- Художник-постановщик: Майкл Новотны
- Монтажёр: Мартин Хантер

## Производство
До выхода фильма его рабочее название было Ударная волна. Съёмки проходили в основном в Мексике,а дополнительные сцены снимались в радиообсерватории Оуэнс Вэлли. Все инопланетные существа были созданы в цифровом виде компанией Pacific Data Images. Чарли Шин уже снимался у Дэвида Туи в фильме «Скорость падения», и режиссёр написал главную роль специально для него.

## Награды
- Академия НФ, фэнтези и хоррора (Academy of Science Fiction, Fantasy & Horror Films) — премия «Сатурн» за лучшее видео-издание (1996)[5][6].
- Международный кинофестиваль в Сиджесе (Sitges - Catalonian International Film Festival) — номинация на лучший фильм (1996)[5].

## Продолжение
Сиквел Прибытие II вышел на экраны 6 ноября 1998 года.